# Aven d’Orgnac
Aven d’Orgnac ist eine Tropfsteinhöhle in der Nähe des Dorfes Orgnac-l’Aven, zwischen dem Tal der Ardèche und der Kleinstadt Barjac, in den südfranzösischen Cevennen.

## Entdeckung
Am 19. August 1935 wurde diese Tropfsteinhöhle durch den Höhlenforscher Robert de Joly erstmals erforscht. Er war von den Anwohnern aus der Umgebung zu einem tiefen Schacht geführt, der in der provenzalischen Sprache als Aven bezeichnet wird. Dieser Schacht war schon seit längerer Zeit bekannt, jedoch hatte es bisher niemand gewagt dort hinabzusteigen. Dieser natürliche Eingang führt rund 50 m senkrecht hinab in die Tiefe auf eine Anhäufung von herabgebrochenen Teilen der Höhlendecke und hereingefallenem Gestein. Über diesen Weg wurde die Höhle von Joly und seinem Team betreten und erforscht. Erste öffentliche Besichtigungen waren bereits in den Jahren 1938/39 möglich. Im Jahr 1965 wurden komfortablere Wege für die Besucher sowie ein erster Aufzug angelegt. Im Jahr 1966 wurde der „Salle de la Treize“ entdeckt, der als geschützter Bereich gilt. Seit Juni 2004 ist die Höhle offiziell als Grand Site de France eingestuft.

## Die Höhle

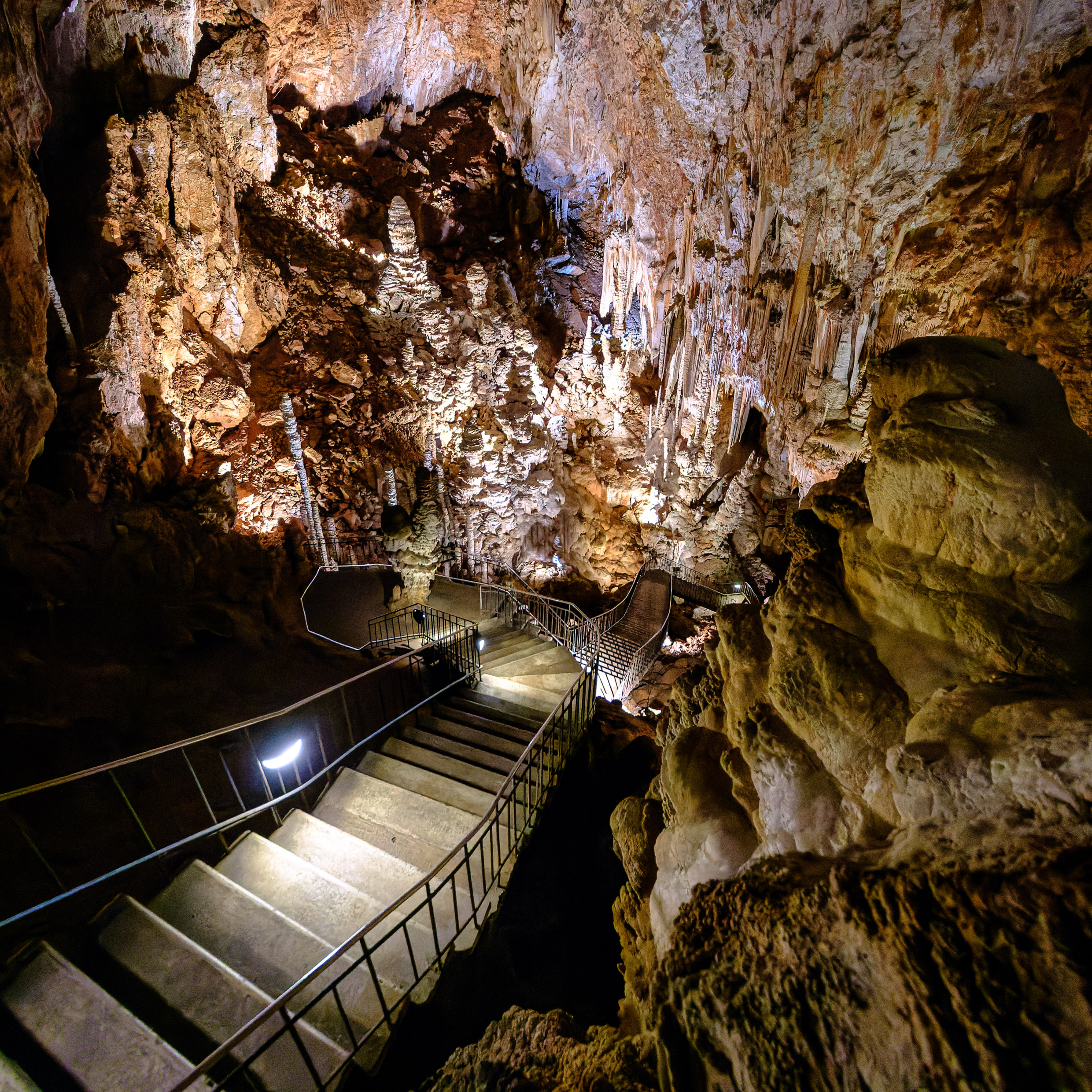
Abstieg zum Salle Rouge

Das Höhlensystem erstreckt sich auf einer Länge von rund 4 km und ist in drei Bereiche unterteilt.
- Der allgemein zugängliche Besucherbereich mit einer Abmessung von 2 Hektar in drei großen Sälen mit dem natürlichen Eingang. Die durchschnittliche Temperatur beträgt 11 °C.

Saal 1Der obere „Salle Robert de Joly“ (Saal Robert de Jolys) hat eine Dimension von 125 m Länge auf 90 m Breite, bei einer Höhe von rund 30 m. An der höchsten Stelle liegt die Deckenhöhe bei 35 m. Er beinhaltet insbesondere Stalagmiten und Stalaktiten, die an Teller- oder Pfannkuchenstapel erinnern.
An einer Wand befindet sich ein Sinterfall, der als „Buffet d’orgue“ (Orgelkasten) bezeichnet wird, da die Formation an Orgelpfeifen erinnert. Sie enthält in ihrer Mitte eine Urne mit der Asche von Robert de Joly.

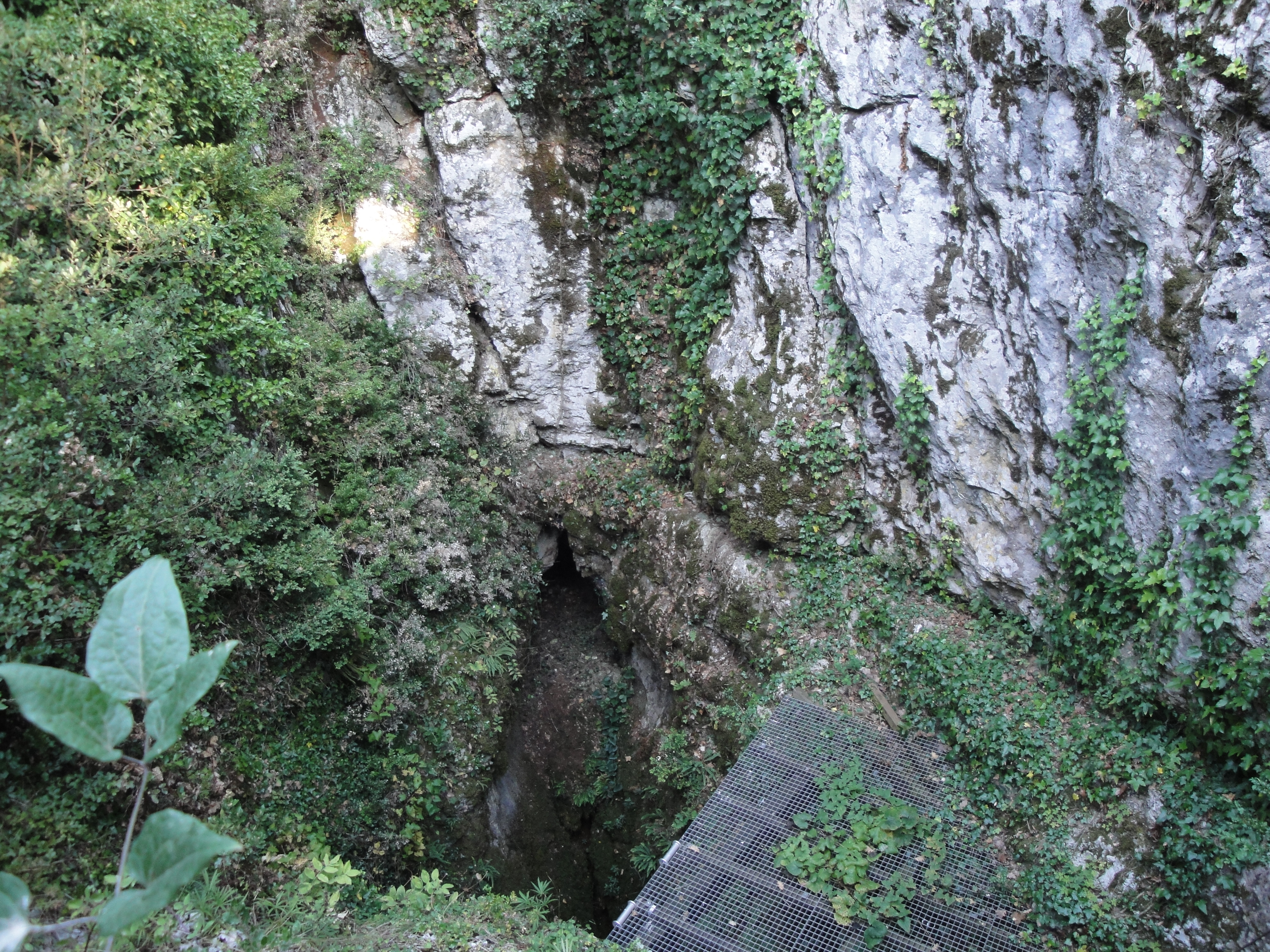
Der natürliche Eingang
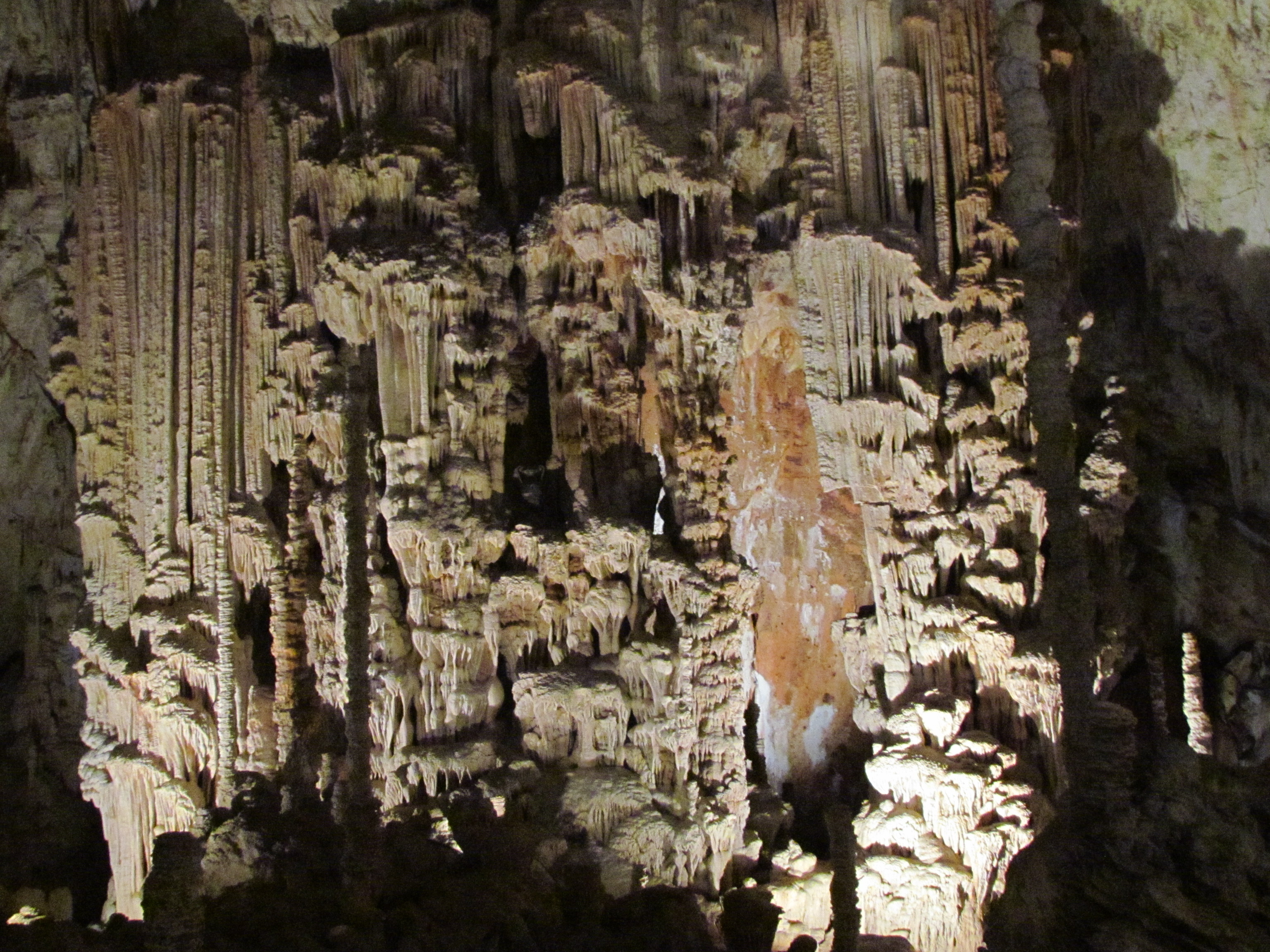
Buffet d’orgue

Saal 2Dieser etwa 70 Meter unterhalb der Erdoberfläche gelegene Bereich, des „Salle du chaos“ (Chaossaal) wurde vor rund 6 Millionen Jahren von Wasser durchströmt und bildete so eine Art Stollen. Die Decke stürzte teilweise durch diese Auswaschungen ein und bildet den Bodenbelag. Das Alter der dortigen Tropfsteine liegt bei rund 190.000 Jahren. In diesem Saal gibt es zahlreiche Sinterfahnen, die durch Wasser entstanden sind, das an den Höhlenwänden herabrieselte. Dabei entstanden durch unterschiedliche im Wasser gelöste Oxide und organische Stoffe farbige vorhangartige, teilweise durchscheinende Tropfsteinformationen.
Saal 3Im „Salle rouge“ (Roter Saal) befindet sich der tiefste Punkt der Höhle und des für Besucher zugänglichen Bereiches. Auf dem Boden befinden sich Lehmablagerungen. Bei Bohrungen in diesem Bereich wurde festgestellt, dass sich etwa 50 bis 100 m darunter ein weiteres wassergefülltes Höhlennetz befindet. Ein Lift führt von hier aus wieder hinauf zur Erdoberfläche. Die geführte Tour dauert rund eine Stunde.
- Der Bereich für sportliche Besucher bietet in kleinen Gruppen Speläologie-Exkursionen auf unbefestigten Wegen an, die je nach Tour 3 bis 8 Stunden dauern und unterschiedliche Schwierigkeitsgrade aufweisen.[4]
- Der letzte Bereich ist eine Schutzzone, die nur den Höhlenforschern vorbehalten ist.

Jährlich besuchen etwa 140.000 Besucher die Höhle.

## Museum und Lehrpfad
1988 eröffnete das „Musée de Préhistoire“ mit einer Ausstellung über die Besiedlung des Territoriums der Ardèche seit 350.000 Jahren. Es befindet sich in unmittelbarer Nachbarschaft zum Eingang der Höhle. Das „Cité de la Préhistoire“ (seit 2014) ermöglicht einen Blick auf die Vor- und Frühgeschichte der Region. Es werden dort beispielsweise Steinwerkzeuge aus der archäologischen Fundstätte Orgnac 3 ausgestellt sowie die Lebensweise der frühen Menschen dieses Gebietes beschrieben. Ein bei der Höhle angelegter Lehrpfad ist etwa 5 km lang.